# Hedda Gabler (téléfilm, 1967)
Pour les articles homonymes, voir Hedda Gabler.
Pour plus de détails, voir Fiche technique et Distribution.
Hedda Gabler est un téléfilm français réalisé  par Raymond Rouleau, diffusé sur la première chaîne le 24 octobre 1967.
Il s'agit d'une adaptation  pour la télévision de la pièce Hedda Gabler d' Henrik Ibsen.

## Fiche technique
- Titre : Hedda Gabler
- Réalisation : Raymond Rouleau
- Adaptation : Gilbert Sigaux
- Photographie : Marc Fossard
- Décors : Jean-Marie Simon (assisté de Isabel Lapierre)
- Ensemblier : Emeric Genini (assisté de Gilbert Gagneux)
- Costumes : Lila De Nobili (assisté de Bruno Raffaelli)

## Distribution
- Delphine Seyrig :  Hedda Gabler
- Laurent Terzieff : Ejlert Lovborg
- Marc Eyraud : Georges Tesman
- Jean Topart : le Conseiller Brack
- Pascale de Boysson : Théa Elvsted
- Andrée Tainsy : Julie Tesman
- Hélène Dieudonné : Berthe
- Catherine Ariel : une domestique